# Сеферис, Йоргос

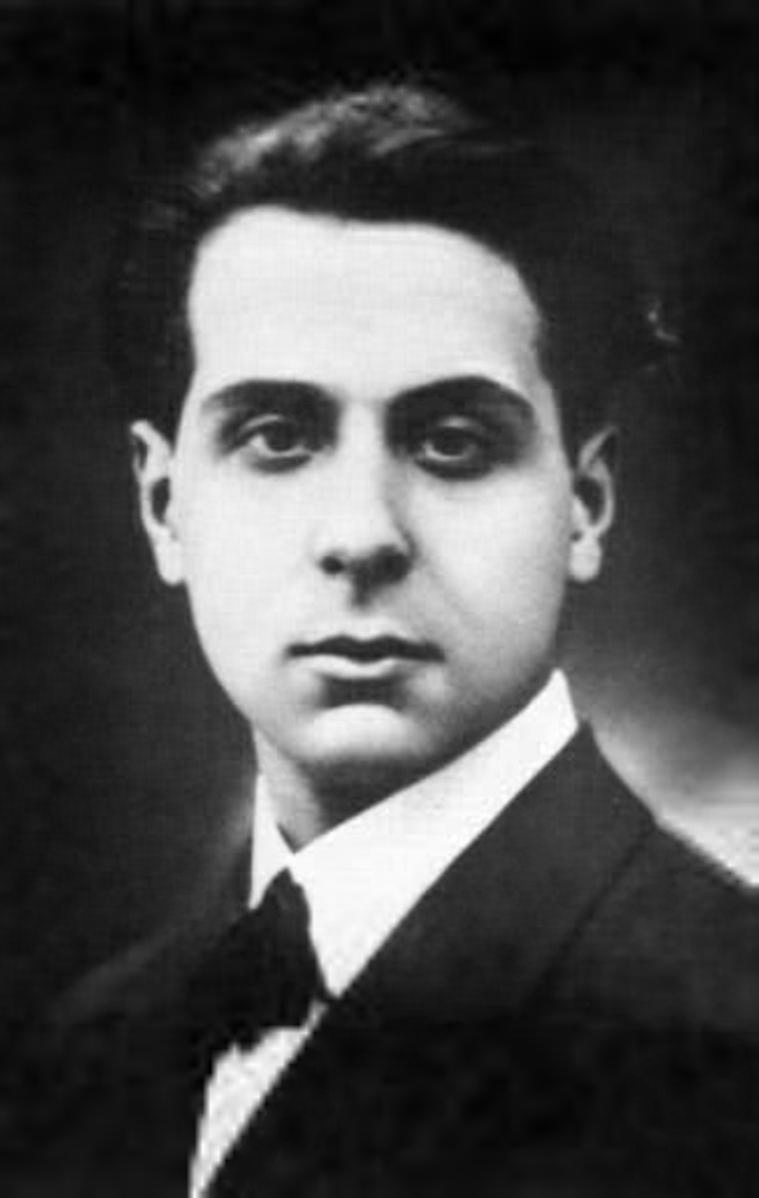
1921

Йо́ргос Сефе́рис (греч. Γιώργος Σεφέρης, настоящая фамилия — Сефериа́дис, Σεφεрιάδης; 29 февраля (13 марта) 1900, Урла, неподалёку от Смирны — 20 сентября 1971, Афины) — крупнейший поэт в современной греческой литературе. Лауреат Нобелевской премии по литературе (1963).

## Биография
Старший из трёх детей университетского профессора Стилианоса Сефериадиса, лучшего переводчика Байрона на новогреческий язык, и Деспины (Деспо) Тенекиди (Δέσπω Τενεκίδη; 1874—1926).
После начала Первой мировой войны в 1914 году семья Сефериса переселилась в Афины.
В Афинах учился в гимназии. С 1918 года учился на юридическом факультете Сорбонны в Париже, где его отец изучал международное право. В 1921 году сдал экзамен по юриспруденции, в 1924 году защищает диссертацию. Дополнительно учился в Лондоне ещё год.
В канун Рождества 1925 года вернулся в Афины. В 1925 году поступил на дипломатическую службу. В 1931 году назначен помощником консула в Лондоне, а затем консулом. В 1936—1938 гг. — консул в Албании. С 1938 года — пресс-атташе министерства иностранных дел Греции. В годы оккупации Греции странами «оси» (1941—1944) находился вместе с правительством в изгнании на Крите, затем в Каире, Претории (Южная Африка) и снова в Каире. После Освобождения, 18 октября 1944 года правительство вернулось в Афины.
После того как архиепископ Афинский Дамаскин стал «регентом», в 1944—1945 гг. Сеферис был при нём директором политического бюро.
В 1948—1950 гг. — советник греческого посольства в Анкаре.
С 1951 года — первый советник посольства в Лондоне. В 1953—1956 гг. — посол в Ливане, Сирии, Иордании и Ираке. В 1956—1957 гг. — представитель Греции в ООН. В 1957—1962 годах — посол в Великобритании.
В 1960 году получил почётную степень доктора философии Кембриджского университета, в 1964 году — Оксфордского университета и Университета Аристотеля в Салониках, в 1965 году — Принстонского университета.
В 1962 году ушёл в отставку.
В 1963 году получил Нобелевскую премию по литературе «за выдающиеся лирические произведения, исполненные преклонения перед миром древних эллинов».
В 1968 году — научный сотрудник Института перспективных исследований в Принстоне в штате Нью-Джерси.
28 марта 1969 года выступил на Би-би-си, а копию заявления отправил в афинские газеты. Сеферис высказался против режима «чёрных полковников»:
Впереди я вижу обрыв, к которому пододвигает нас гнёт, задавивший страну. Это ненормальное положение должно прекратиться. В этом залог нашего дальнейшего развития.
Умер 20 сентября 1971 года в больнице «Эвангелизмос». Похоронен на Первом афинском кладбище. На похоронах пели его стихотворение «Отказ», положенное на музыку Микисом Теодоракисом и запрещённое режимом «чёрных полковников». Его вдова, Маро срезала свои волосы и бросила их на гроб.

## Память
На церемонии открытия летних Олимпийских игр 2004 года на стадионе Афинского олимпийского спортивного комплекса в присутствии 72 тысяч зрителей прозвучало четверостишие из «Мифосказа» Йоргоса Сефериса (перевод М. Гаспарова):
Я проснулся с мраморной головой в руках,

она мучит мне руки, я не знаю, куда ее деть.

Она падала в сон, когда я вставал ото сна

наши жизни стали одно, их уже не разъять.

## Творчество и признание
Отверг старые и ввёл новые каноны в греческой поэзии. В 1963 году удостоен Нобелевской премии по литературе.

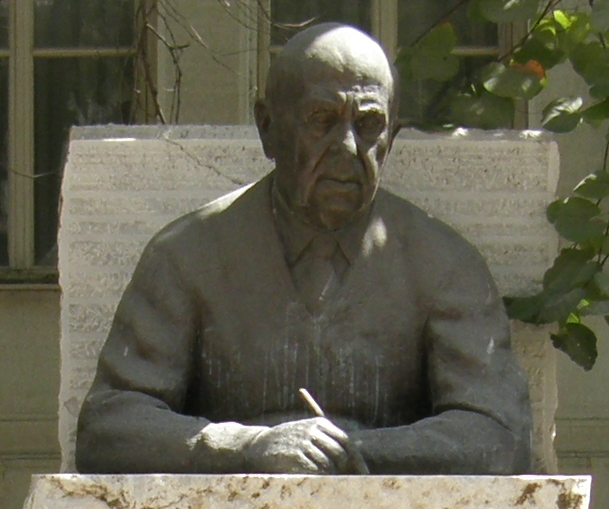
Бюст Йоргоса Сефериса

## Интересные факты
Сеферис — один из героев автобиографического романа Генри Миллера «Колосс Маруссийский», который был написан в 1941 году. Автор путешествует по Греции, где, в том числе, знакомится с Георгосом Сефериадисом. Вместе они путешествовали по стране, говорили о литературе и жизни. Миллер очень лестно отзывается об этом поэте, отмечая в его стихах самобытность, любовь к отечеству и тонкое понимание исторического контекста.

## Личная жизнь
В 1936 году женился на Маро Занну (Μαρώ Ζάννου; 1898—2000).

## Основные книги
- Поворот (1931)
- Водоем (1932)
- Роман-миф (1935)
- Тетрадь упражнений (1940)
- Судовой журнал (1940)
- Судовой журнал II (1944)
- Кихли (1947)
- Судовой журнал III (1955)
- Три тайные поэмы (1966)

## Публикации на русском языке
- Три тайные поэмы. Пер. М. Гаспарова и Е. Светличной // Иностранная литература, 1996, № 7.
- Стихи // Поэты — лауреаты Нобелевской премии. М.: Панорама, 1997, с. 264—285.
- Некоторые вехи новой греческой традиции (Нобелевская речь) // Вопросы литературы, 2001, № 2.
- Шесть ночей на Акрополе. СПб: Алетейя, 2002.
- Литературный гид: Сеферис, или Путь Одиссея // Иностранная литература, 2005, № 6.
- [Стихи] // Ирина Ковалёва. Мои поэты. М,: Итака; Комментарии, 2006, с. 27-40.
- Стихи // Иностранная литература, 2008, № 2.